# 盘阳河
盘阳河，位于中国广西壮族自治区西北部，是西江红水河段右岸支流，发源于天峨县纳直乡拉里村西北400米处，东南流经凤山县乔音水库、乔音乡和县城凤城镇，在凤山镇京里村东南3千米潜入地下，于巴马瑶族自治县甲篆乡坡月村露出地表成明流，东南流经甲篆乡驻地和县城巴马镇北郊后，注入大化瑶族自治县岩滩水库。干流长137千米，流域面积2550平方千米。流域内的巴马县是著名的“长寿之乡”。